# 射水市立下村小学校
射水市立下村小学校 （いみずしりつ しもむらしょうがっこう）は富山県射水市にある公立小学校。

## 沿革
- 平成25年-創校140周年

## 通学区域
加茂東部、加茂中部、下村三箇、山屋、白石、摺出寺、八講、倉垣小杉

## 進学先
- 射水市立小杉中学校

## 周辺
- 富山県道204号小杉本江線